# Клинч (единоборства)
Клинч (от англ. clinch, clinching — зажим, захват) — распространённая техника сдерживания противника в спортивных единоборствах. Клинч — это приём, проводя который, боец плотно прижимается к оппоненту и обхватывает его руками. Виды клинча применяются в борьбе, боксе, кикбоксинге, шутбоксинге, тайском боксе, дзюдо, самбо, смешанных боевых искусствах. Клинч направлен на «связывание» действий противника путём фиксации его рук и удерживания его на ближней дистанции.

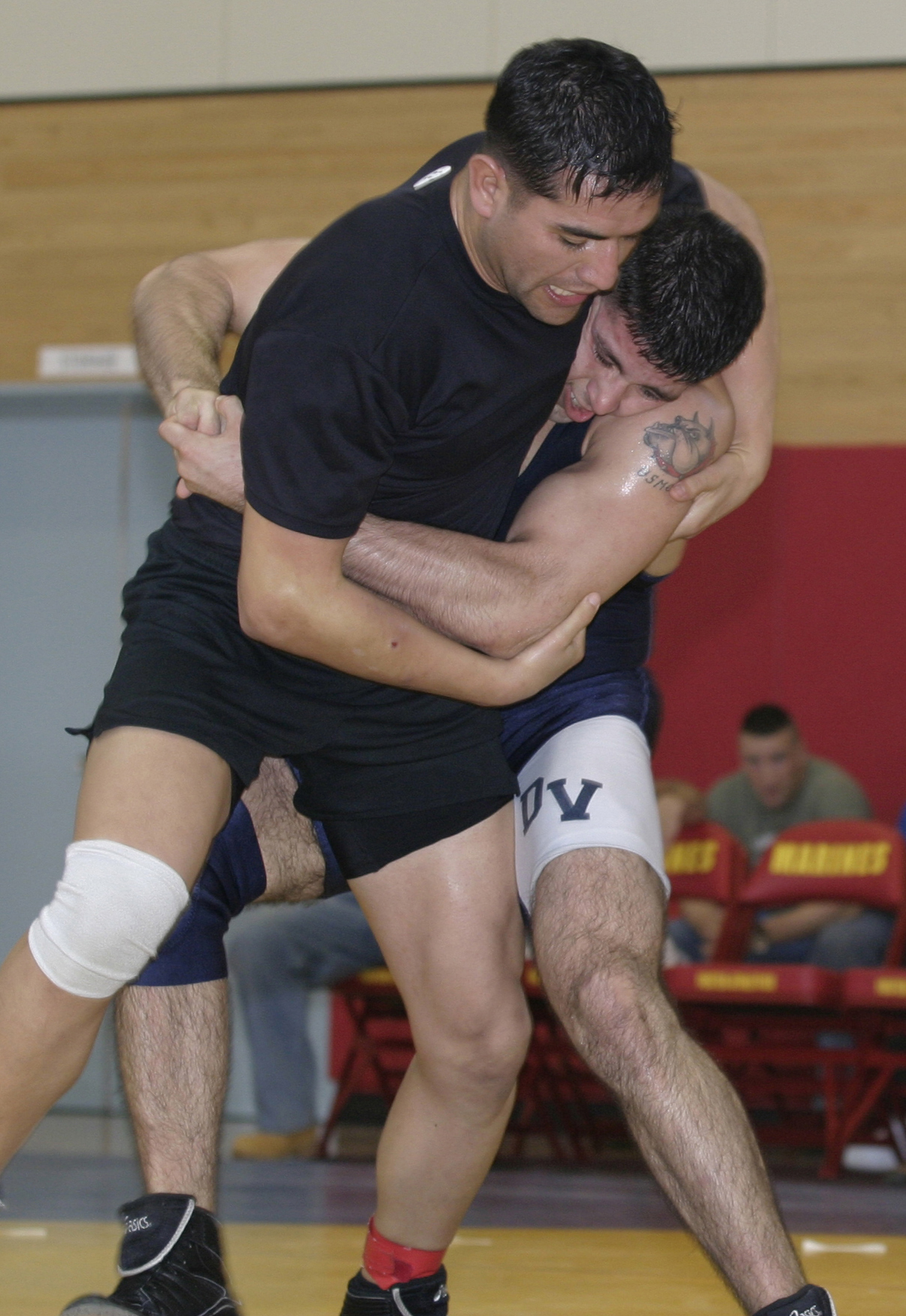
Клинч в борьбе

Для борьбы в клинче наиболее популярными дисциплинами являются: вольная борьба, греко-римская борьба, дзюдо и самбо, в то время, как тайский бокс практически незаменим для овладения техникой ударов в клинче.
В зависимости от вида  и принятых в нём правил, сдерживание противника в клинче представляет собой:
- захват обеими руками туловища противника за плечи или руки (применяется в боксе);
- захват обеими руками туловищу противника под руками (применяется в кикбоксинге);
- захват обеими руками шеи противника (применяется в тайском боксе);
- комбинирования и варьирования приведённых техник (применяется в борьбе и смешанных боевых искусствах).

В зависимости от выбранной  и имеющихся правил, клинч применяется бойцами в наступлении (для проведения броска или нанесения удара), в обороне (для ограничения подвижности соперника), а также для отдыха.
Сдерживание соперника в клинче одной рукой и одновременное нанесение ударов второй рукой принято называть «грязным боксом» (от англ. dirty boxing). Такая техника запрещена в боксе, кикбоксинге и борьбе, однако она разрешена в смешанных боевых искусствах. Тактика данного направления заключается в использовании клинча, чтобы ограничить возможности противника отодвинуться на достаточное расстояние одновременно с нанесением ударов кулаками, коленями и локтями, а также попытками перевести бой в партер. Данный подход часто используется борцами, добавившими в свой арсенал элементы ударных техник (как правило, бокс) и тайбоксерами. Борцы пользуются клинчем для нейтрализации более сильного ударника, в то время, как тайский клинч используется для нанесения точных ударов коленями и контроля над позицией противника.

## Клинч в боксе

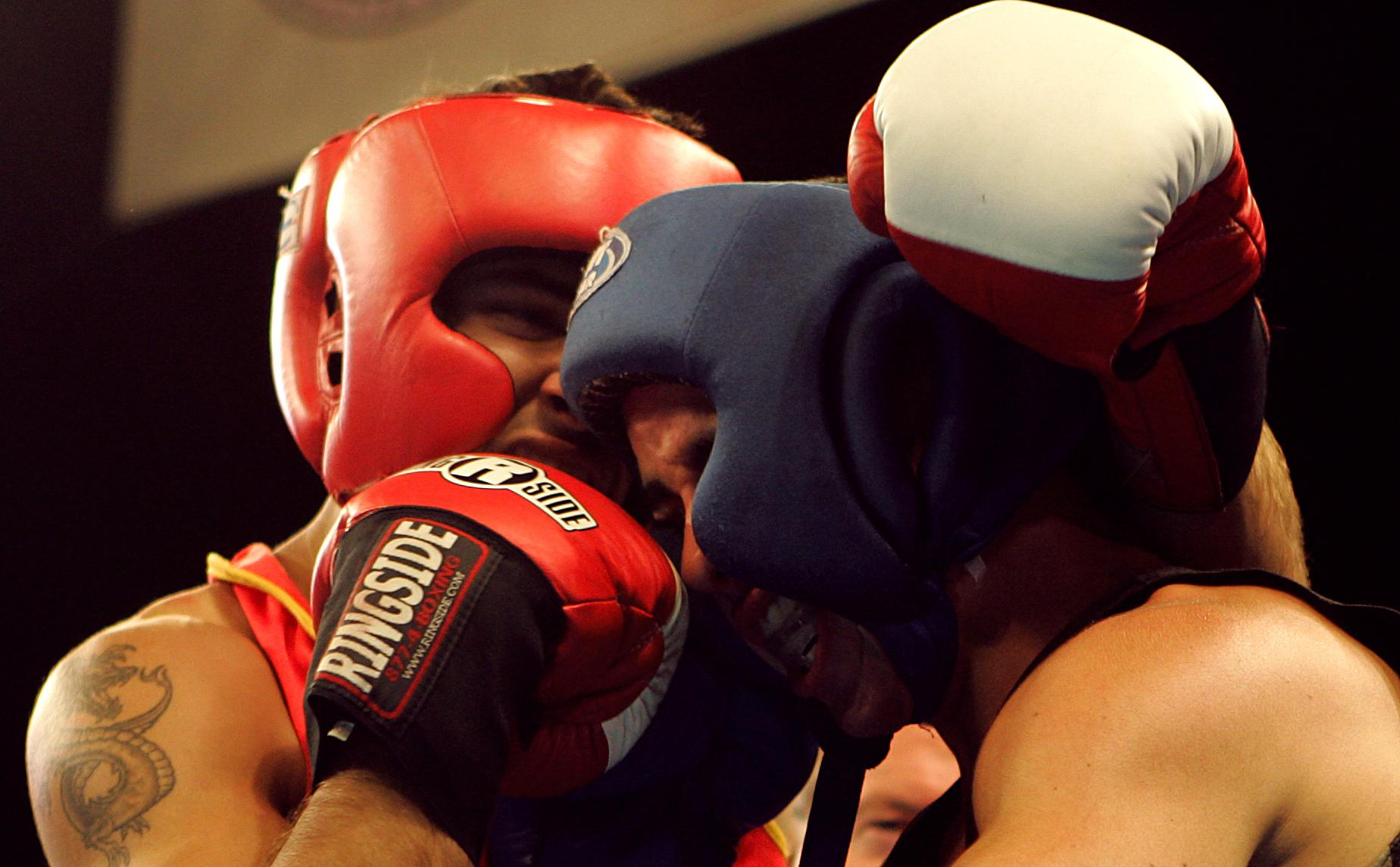
Боксёрский клинч

Клинч — это один из видов защиты в боксе, при котором боксёр сковывает атакующие действия противника «связыванием» его рук, чтобы отдохнуть, восстановить дыхание или отойти после пропущенного удара. Под клинчем в боксе понимается двухсторонний захват рук или туловища. По правилам бокса клинч не рассматривается как запрещённое действие, если им не злоупотребляют, потому что в бою положение клинча часто получается непроизвольно. Клинч, часто называемый «другом боксёра», является крайней мерой защиты и нередко помогает боксёрам выходить из затруднительного, подчас безнадежного положения в бою. Во время клинча можно продумать свои дальнейшие действия и нанести удар сразу же после выхода из клинча. Запрещается держать клинч долгое время, судья обязан разнять боксёров и предупредить их о том, что это является нарушением. Частое вхождение в клинч не приветствуется и судья может сделать замечание боксёрам, а при злоупотреблении и дисквалифицировать их за слабую активность во время боя.  В случае если захват произведён одной рукой, то свободной рукой боксировать соперника запрещено. Чрезмерное количество клинчей в одном поединке считается грязной манерой и моветоном.
Часто клинчует обычно более слабый боксёр, стараясь свести острые положения боя к тупику. Клинч — хорошая защита только в тех случаях, когда нет возможности применять активные способы защиты, например, при большой усталости, при головокружении от сильного удара, и при силовом превосходстве в ближнем бою. В последнем случае клинч для боксёров, строящих свою тактику на дальней дистанции, является средством, равнозначащим по важности маневрированию. Он применяется в те моменты, когда противник сумел навязать боксёру ближний бой: например, «запер в угол» или «прижал к канатам ринга». Лучшим способом создания положения клинча является накладка своих рук на руки противника; при этом, после попыток последнего действовать ударами, нетрудно переплести руки так, чтобы руки противника были скованы. Отдыхая в положении клинча, следует обязательно ждать команд рефери «брейк!» или «стоп»; освобождаться самому до этого не выгодно, так как это требует больших усилий. Если команды не последует, то при выходе из клинча надо быть очень осторожным, так как противник в таком случае имеет право наносить удары. Выходить из клинча лучше всего, делая шаг назад в вытягивая руки вперёд с поднятыми для страховки головы плечами. При выходе из клинча следует немедленно встать в боевую стойку, держа левую руку в готовности остановить джебами противника при его попытках преследовать. Нужно отметить, что боксёр, захваченный в клинч, выбивается из колеи и теряет инициативу. Ведь если он в пылу атаки, то ему буквально «связывают» руки на определённый промежуток времени. Потом противник наваливается на него, нагружая ноги дополнительно своим весом, что усиливает и без того накопившуюся усталость.
Удар клинчеру («Мышеловка») — применяется в бою с противником, который любит злоупотреблять клинчами. После ряда клинчей, навязываемых противником, боксёр делает вид, будто бы он идёт в клинч, затем неожиданно останавливался и наносит противнику сильный апперкот в подбородок. Приём изобрёл Вилли Льюис (американский боксёр, был в начале XX века одним из лучших средневесов мира), названный им «мышеловкой» (очевидно, за схожесть с ловушкой).
Очень часто встречается противник, злоупотребляющий клинчами (спойлер). Такой противник способен испортить весь матч боксёру, ведущему тактику ближнего боя. Накладывая свои руки на руки инфайтера и захватывая их, он делает невозможным нанесение коротких ударов. В таком случае очень практичным оказывался удар Льюиса, с успехом применявшийся им в боях с «клинчерами». При захвате рук противником Льюис старался незаметно поставить свою правую руку в исходное положение для апперкота между рук противника, затем внезапно и резко с силой выворачивал туловище влево, нанося одновременно сильный апперкот в подбородок правой рукой, хорошо закреплённой в мышечном напряжении.

### Техника применения клинча в боксе
Боксёры применяют клинч редко, если нет другого выхода: при очень сильном утомлении или когда пропущено несколько ударов, и нужно несколько мгновений для восстановления сил. Существует два способа вхождения в клинч — это обхват противника снаружи, либо зажимание рук соперника у себя под мышками, не давая его рукам наносить удары. В первом случае руки нужно положить на плечи противника, а потом опустить вдоль его рук вниз до локтей, прижаться и крепко обхватить его, слегка навалившись. Вообще, в боксе специальных обучающих методик по применению клинча нет. Этот навык боксёр приобретает с опытом непосредственно в боях.

## Клинч в тайском боксе
В традиционном боксе клинчующих бойцов разнимают, а в тайском боксе клинч, наоборот, приветствуется. Клинч в традиционном тайском боксе называют Прумб (Prumb). Это одна из главных технических особенностей всего арсенала тайского бокса. Каждый, кто хочет стать полноценным бойцом с комплексной и многогранной подготовкой обязан знать, как войти в клинч, как в нём работать и как выходить из клинча. Клинч в тайском боксе — это одно из технических действий в ближнем бою, когда два бойца находятся между собой на ближней дистанции, вяжут друг другу руки, также захватывают друг друга за шею или голову, сковывают движения и активно наносят удары локтями и коленями. Также в тайском клинче широко используются скручивания и сваливания противника. Естественно, при работе в клинче, у бойца должны присутствовать: скорость, резкость в движениях, физическая сила, выносливость и также умение держать удар, так как многие удары в клинче вследствие очень близкого расстояния между спортсменами бывают просто незаметны, весьма неожиданны и опасны. Ведь именно в клинче чаще всего используются локти и колени, как для атак, так и для защиты от них. Техника клинча в некотором роде напоминает грэпплинг в стойке, с тем отличием, что задача в клинче — установить доминирующую позицию, из которой можно результативно атаковать противника и лишить его самого такой возможности. Помимо этого, тайский клинч усложняется наличием перчаток на руках, не позволяющих схватить соперника за руку или шею, в результате чего, количество приемов в клинче ограничено и мастерство сводится к умению грамотно позиционировать соперника, не давая ему возможности контр-атаковать. В идеале, боец должен зажать шею противника между своими предплечьями, опирающимися на ключицы противника, в то время руки, образующие замо́к, создают давление на затылок и тянут голову противника вниз. При правильно установленной позиции, противник не может поднять голову и остаётся вынужден блокировать удары коленями.
Один из самых действенных способов выбраться из такого положения заключается в отталкивании головы противника рукой с последующим круговым движением, позволяющим взять голову в захват, таким образом, заняв доминирующую позицию. Для её сохранения также крайне важно держать локти близко друг к другу, чтобы противник не смог просунуть между ними свою руку и повторить вышеуказанный приём.
Существует несколько вариаций клинча, включая, следующие:
- Фронтальный: одна или обе руки контролируют пространство внутри рук защитника, находясь над его ключицами, таким образом, что противники находятся лицом к лицу.
- Боковой: одна рука опирается на плечо противника, другая — проходит под мышкой, таким образом, позиционируя нападающего сбоку. Данная позиция позволяет атаковать коленями корпус и спину, а также даёт возможность провести подсечку.
- Низкий: обе руки проходят между руками соперника. Данная тактика, как правило, используется более низкорослым из бойцов.
- Лебединая шея: замок не закрывается, вместо этого лишь одна рука используется, чтобы лишить противника баланса на короткий срок для нанесения одного-двух ударов.

В зависимости от  бойца, клинч может быть наступательным и оборонительный. Наступательный клинч наиболее удобно инициировать после атаки руками, сократив дистанцию. В оборонительный клинч проще войти, сбив атакующую руку противника и захватив его шею.

### Наступательный клинч
Условно выделяют отдельный вид техники клинча — наступательный клинч.
Традиционная методика тайского бокса предусматривает вход в клинч с помощью атаки руками. Этот вариант оптимален и срабатывает в абсолютном большинстве случаев, в особенности в комбинации апперкотов и хуков.
Очень удобно перейти с атаки руками на захват с последующим контролем рук и шеи. С этого положения очень удобно перейти на резкие взрывные атаки локтями и коленями.
В клинч можно войти также с помощью удара ногой. Если такой удар проходит, важно не дать противнику опомниться и сразу перейти в клинч, с последующей серией ударов локтями.

### Оборонительный клинч
Существует множество разнообразных стереотипов клинча. По сути, в каждом из вариантов вы оптимально подготавливаете вашего противника для удобной атаки с помощью клинча.
Во время входа в клинч, нужно парировать или блокировать атаки противника. Это очень важно, так как из-за неумелого и не наработанного входа в клинч можно оказаться в нокауте.
Представьте, что вы влетаете в своего соперника и нарываетесь на его встречный удар. Сложения двух векторов силы удвоят полученный вами урон. Поэтому вход в клинч требует тщательной и длительной отработки в паре.
Парирование и захваты предпочитают противопоставлять прямым ударам руками, так как для этого не нужно хватать соперника за голову. Он сам отдаёт свои руки, которые необходимо быстро взять под контроль, сблизиться и заклинчевать его.
Можно использовать хватания и вяжущую технику для входа в клинч, после чего можно толкать соперника в сторону, через колено, или выставленную для подсечки ногу.
Когда во время поединка противник использует толкающие удары ногами, очень выгодно парировать их в сторону и быстро зашагивать в клинч. Парировать удар можно, как внутрь, так и наружу, вне зависимость от типа стойки в которой вы находитесь (правосторонняя, левосторонняя).
Боковые удары ногой можно блокировать, ловить или «пропускать мимо» для вхождения в клинч.
Для того чтобы «поймать» боковой удар ногой необходимо дождаться определённого момента. Эта техника хорошо срабатывает против боковых ударов ногой в корпус. В таком положении можно просто бросить своего оппонента, выбить его опорную ногу, либо же пробить хорошую серию ударов.

### Техника применения клинча в тайском боксе
Правильный захват в клинче делается таким образом, что обе руки крестообразно кладутся на затылок, локти при этом размещаются на грудной клетке и придавливают её. Стоя прямо нужно делать шаг назад и атаковать соперника ударом колена.
Также важным аспектом работы в клинче является положение ног. Первое и самое важное это то, что «клинчевание» производится стоя на полной стопе. В то время, когда человек стоит на носках ног ему сложно сохранять равновесие, здесь к дополнительной сложности относится удержание соперника и его атака. Очень важно при этом не только стоять на полной стопе, но и расставить ноги немного шире ширины плеч, так мы приобретём ещё большую опору.
Самое основное и самое главное правило в перемещение при работе в клинче — это постоянно находиться напротив своего противника. Если при этом соперник перемещается вправо, то нужно делать тоже перемещение, влево, соответственно. Если соперник успел перестроиться, а вы находитесь в том же положении, у вас фактически открывается сторона, в сторону которой соперник совершил смещение и это открытое пространство тут же становиться доступным для удара.
Во время борьбы в клинче нужно стараться занимать доминирующую сторону, то есть фактически висеть на сопернике. Доминируя, мы выматываем соперника и контролируем ход его действий.
При захвате руками в клинче нужно стараться сводить локти к центру тела, тем самым не позволяя сопернику выйти из клинча или перенять инициативу на себя. Если локти и плечи при этом расставлены широко, возникает так называемый «эффект рычага» – сопернику удастся освободиться из захвата, применив меньше сил.

## Клинч в кикбоксинге
В отличие от тайского бокса, в кикбоксинге клинч если и не запрещён, то во всяком случае не приветствуется, хотя так же, как и в боксе может возникнуть непроизвольно в ходе боя при излишнем сближении. Так же, как и в боксе, кикбоксеры прибегают к клинчам в случаях усталости, после множества пропущенных ударов, головокружения после нокдауна или пропущенного сильного удара, используют как тактический ход, чтобы не дать сопернику работать, разорвать дистанцию, если бой на ближней дистанции невыгоден или неудобен, застопорить атаку соперника. Клинчует обычно более слабый спортсмен, либо кикбоксер с менее выигрышной позицией, например, если соперник обладает более высокой скоростью, навязывает ближний бой, зажал в углу или прижал к канатам. Способы входа в клинч аналогичны таковым в боксе. Так же как и в боксе, применяется "мышеловка". Клинч является одним из надёжнейших защитных положений бойцов. Тем не менее он не пользуется популярностью у зрителей и не одобряется ими. Частые клинчи снижают темп боя, его динамичность, не дают демонстрировать красивый и зрелищный кикбоксинг, могут вести к штрафным санкциям со стороны судьи.
В бытность самой популярной в мире организации по кикбоксингу, K-1, клинчи считались нарушениями правил (фолами) и штрафовались.